# Crotalaria orientalis
Crotalaria orientalis är en ärtväxtart som beskrevs av Frans Verdoorn. Crotalaria orientalis ingår i släktet sunnhampor, och familjen ärtväxter.

## Underarter
Arten delas in i följande underarter:
- C. o. allenii
- C. o. orientalis